# Partition
En partition, klassedeling eller klasseinddeling af en mængde X er en familie af parvist disjunkte, ikke-tomme delmængder af X, der tilsammen udgør hele X. Med andre ord: Lad {\displaystyle (X_{\alpha })_{\alpha \in I}} være en familie af mængder, så {\displaystyle X_{\alpha }\subseteq X} for alle {\displaystyle \alpha } i en indeksmængde {\displaystyle I}. Nu er {\displaystyle (X_{\alpha })_{\alpha \in I}} en partition af {\displaystyle X}, hvis
1. {\displaystyle X_{\alpha }\cap X_{\beta }=\emptyset } for alle {\displaystyle \alpha ,\beta \in I}, hvor {\displaystyle \alpha \neq \beta },
2. {\displaystyle \bigcup _{\alpha \in I}X_{\alpha }=X}.

| Matematik | Spire Denne artikel om matematik er en spire som bør udbygges. Du er velkommen til at hjælpe Wikipedia ved at udvide den. |